# Les Vacances
Pour les articles homonymes, voir Les Vacances (roman).
Les Vacances est un roman de littérature jeunesse, écrit par la Comtesse de Ségur, publié en 1859.
Il conclut la trilogie de Fleurville centrée sur Sophie de Réan, qui avait commencé avec Les Malheurs de Sophie puis Les Petites Filles modèles (dont il est la suite directe), parus en février et novembre 1858. À l'origine destiné uniquement à ses petits-enfants, amateurs d'histoires de naufrages, de sauvages et de revenants, les récits de la comtesse de Ségur seront publiés de façon illustrée dans une nouvelle collection de la maison d'édition Hachette destinée à la jeunesse : La Bibliothèque rose. Elle en sera d'ailleurs l'inauguratrice avec Les Nouveaux Contes de Fées.

## Résumé
Les grandes vacances sont arrivées au château de Fleurville. Camille et Madeleine de Fleurville, accompagnées de leurs amies qui vivent avec elles : Sophie Fichini et Marguerite de Rosbourg, qui ont bien grandi, accueillent leurs cousins, Léon et Jean de Rugès et le benjamin, Jacques de Traypi. Construction de leur cabane, pêche, chasse aux papillons… Leurs vacances promettent d'être bien remplies et pleines de surprises. Leurs jeux seront perturbés par une surprise de taille qui, en effet, attend tout ce petit monde : le retour de deux naufragés que l'on n'espérait plus du tout. Ce retour va bouleverser les vies de Sophie et Marguerite. Leurs récits vont nous faire quitter le château l'espace d'un instant afin de nous faire découvrir des mers furieuses et des contrées inconnues et sauvages. Cependant, ils amènent aussi avec eux de bonnes nouvelles. Ce retour va permettre à Sophie de s'apaiser quant à son lourd passé.

## Personnages
- Sophie : personnage phare de la trilogie de Fleurville, dont ce livre marque la fin des aventures ainsi que celles de ses amis. Ce personnage reviendra une dernière fois sur papier pour faire une petite apparition dans « Les deux Nigauds ».

- Camille et Madeleine : ces 2 sœurs sont élevées par leur mère, madame de Fleurville, car leur père est décédé. Les événements du livre se déroulent principalement dans leur résidence, le château de Fleurville, où leurs cousins, accompagnés de Sophie et Marguerite, viennent passer des vacances. Madame de Ségur s’est inspirée de sa propre vie pour créer ces personnages, Camille et Madeleine portant ainsi les mêmes prénoms que ses petites-filles.

- Marguerite de Rosbourg : amie d’enfance des sœurs de Fleurville et de Sophie, elle passera ses vacances au château avec Sophie et la famille de Fleurville.

- Léon et Jean : ce sont les cousins des sœurs de Fleurville, et Jean se mariera avec Sophie.

- M. de Ruges : frère de madame de Fleurville, avec qui il adoptera par la suite Sophie, orpheline de père et abandonnée par madame de Fichini, sa belle-mère.

- Paul : cousin de Sophie dont le personnage n'apparait que de façon ponctuelle dans le livre.

- Jacques : futur mari de Pauline de Rosbourg, sœur cadette de Marguerite.

## Illustrateurs
Ce roman a été illustré par Bertall lors de sa première parution, puis lors de ces rééditions par d'autres illustrateurs, et notamment par André Pécoud, Jobbé-Duval, Rob d'Ac, Matéja, Ariane Delrieu, Magali Clavelet, etc.

### Photographie

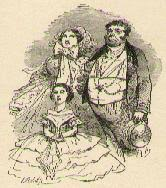
Les ridicules Tourneboule, illustration de Bertall pour Les Vacances.

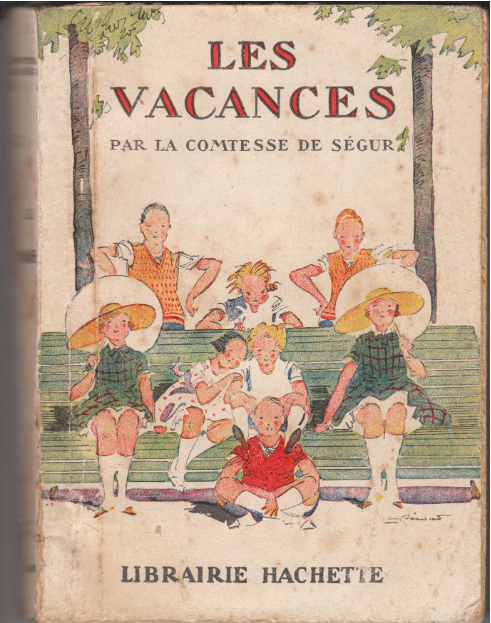
Illustration Les Vacances par A. Pécoud, édition Hachette 1937